# Arteră carotidă externă
Artera carotidă externă este o arteră majoră a capului și gâtului. Se desprinde din artera carotidă comună împreună cu artera carotidă internă. Artera carotidă externă furnizează sânge feței și gâtului. 

## Anatomie
Artera carotidă externă începe la marginea superioară a cartilajului tiroidian și se curbează, trecând înainte și în sus, apoi înclinându-se înapoi spre spațiul din spatele gâtului mandibulei, unde se împarte în artera temporală superficială și artera maxilară din glanda parotidă.
Se micșorează rapid în dimensiune pe măsură ce traversează gâtul, datorită numărului și dimensiunii mari a ramurilor sale.
La origine, această arteră este mai aproape de piele și mai medială decât carotida internă și este situată în interiorul triunghiului carotidian.

## Dezvoltare
La copii, artera carotidă externă este oarecum mai mică decât carotida internă; dar la adult, cele două vase sunt de dimensiuni aproape egale.

## Relații
Artera carotidă externă este acoperită de piele, fascia superficială, de mușchiul platysma, fascia profundă și marginea anterioară a muschiului sternocleidomastoidian; este traversată de nervul hipoglos, de venele linguale, raniene, faciale comune și tiroidiene superioare; și de mușchiul digastric și de  mușchiul stilohioid; urcă profund în parenchimul glandei parotide, unde se află adânc aproape de nervul facial și la joncțiunea venelor maxilare temporale și interne.
Medial este osul hioid, peretele faringelui, nervul laringian superior și o porțiune a glandei parotide.
Lateral, în partea inferioară a cursului său, se află artera carotidă internă.
Posterior acesteia, aproape de origine, este nervul laringian superior; și mai sus, este separat de artera carotidă internă de mușchiul stiloglos și mușchiul stilofaringian, nervul glosofaringian, ramura faringiană a vagului și o parte a glandei parotide.

## Fiziologie

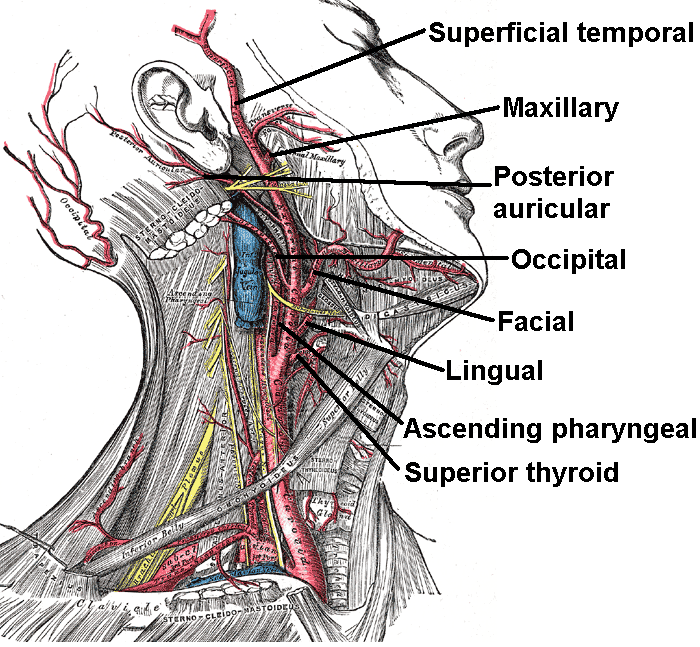
Ramuri ale arterei carotide externe

Pe măsură ce artera se urmează traseul către cap, din aceasta se desprind ramuri care furnizează sânge după cum urmează:
- din triunghiul carotid: [2]
  - Artera tiroidiană superioară, ce se desprinde din aspectul anterior
  - Artera faringiană ascendentă - care apare din aspectul medial sau profund
  - Artera linguală - care apare din aspectul anterior
  - Artera facială - care apare din aspectul anterior
  - Artera occipitală - care apare din aspectul său posterior
- Artera auriculară posterioară - care rezultă din aspectul posterior

Artera carotidă externă se termină în două ramuri:
- Artera maxilară
- Artera temporală superficială

Mai multe mnemonice sunt utilizate în mod obișnuit pentru a aminti ramurile principale ale arterei carotide externe.
- Mnemonic - S ome A natomists L ike F reaking O ut P oor S tudents M edical.
- Mnemonic - S Ister L UCY F as O ften P owdered A ttracts M edicale S tudents.

## Imagini suplimentare

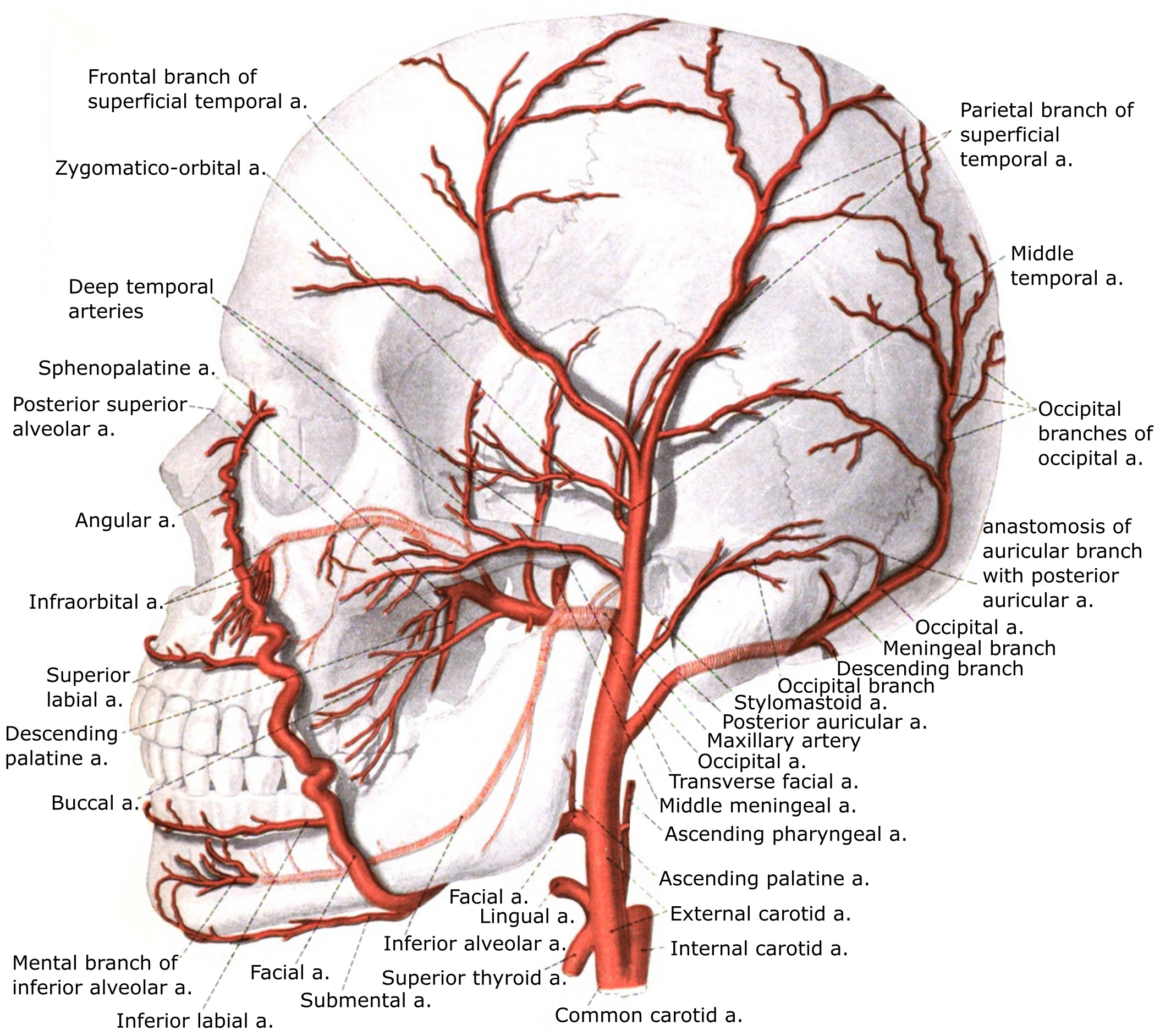
Ramuri ale arterei carotide externe
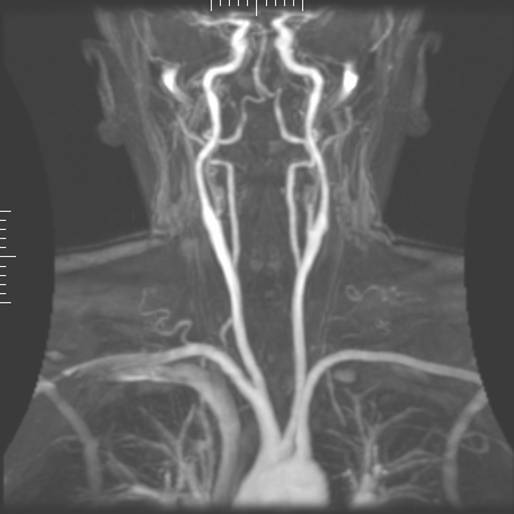
Angiografie prin rezonanță magnetică